# Vári Attila (vízilabdázó)
Vári Attila (Budapest, 1976. február 26. –) kétszeres olimpiai bajnok, világbajnok és kétszeres Európa-bajnok magyar vízilabdázó.

## Sportpályafutása
1984-ben a KSI-ben kezdte pályafutását öttusázóként, de a futás nem ment neki. Szeretett úszni, ezért 1987-ben elkezdett járni a közeli uszodába vízilabdaedzésekre. Nevelőedzői: Windisch Ferenc és Pék Gyula voltak. 1993-ban ifjúsági, 1994-ben junior Európa-bajnokságot nyert. 1994-ben a Vasashoz igazolt. 1995-ben junior világbajnok lett. Klubjával megnyerte a KEK-et. Az Universiadén második helyen végzett. 1997-ben tagja volt a Világkupán harmadik helyen végzett válogatottnak. Ugyanebben az évben első volt az Európa-bajnokságon. 1998-ban a világbajnokságon második volt. A következő évben ismét Európa-bajnok és Világkupa-győztes lett. 2000-ben a válogatottal megnyerte az olimpiát. A döntő első negyedének utolsó másodperceiben, kb. 10 méterről, a kapunak háttal, csavarva szerzett gólt.
2001-ben az Eb-n bronzérmes, a vb-n ötödik volt. 2002-ben a Világligában bronz-, a Világkupában ezüstérmes lett. A KEK-et megnyerte a Vasassal. Az új szezont a Bp. Honvédnál kezdte meg. 2003-ban megnyerte első magyar bajnoki címét. A Bajnokok Ligájában második lett. A válogatottal bronzérmet szerzett az Eb-n, aranyérmet a világbajnokságon és a Világligában. 2004-ben megnyerte a Honvéddal az Euroligát és az Európai Szuperkupát. Az olimpián és a Világligában egyaránt első helyen végzett.
2005-ben a világbajnokságon és a Világligában második volt. 2006-ban Magyar Kupát nyert. 2009-ben a Pécsi VSK-hoz igazolt. 2010. június 10. és 2019. november 14. között a Pécsi Sport Nonprofit Zrt. vezérigazgatója. 2010 novemberében Székely Bulcsúval a junior válogatott edzője lett. 2011-ben befejezte játékos-pályafutását.

### Eredményei
- Országos junior bajnok (1993)
- Magyar bajnokság
  - győztes: 2003, 2004, 2005, 2006
  - második: 1995, 1996, 1997, 1998, 2002, 2007
  - harmadik: 2001, 2008, 2009
- Ifjúsági Európa-bajnok (1993, Veenedal)
- Junior Európa-bajnok (1994, Pozsony)
- Európa-bajnok (1997, Sevilla; 1999, Firenze)
- Európa-bajnoki bronzérmes (2001, Budapest; 2003, Szlovénia)
- Junior világbajnok (1995, Dunkerque)
- Világbajnok (2003, Barcelona)
- Világbajnoki ezüstérmes (1998, Perth; 2005, Montreal)
- Világbajnoki ötödik (2001; Fukuoka)
- Olimpiai bajnok (2000, Sydney; 2004, Athén)
- Universiade-ezüstérmes (1995, Fukuoka)
- Európai Szuper Kupa-győztes (2004)
- Európai Szuper Kupa ezüstérmes (1995)
- Magyar Szuper Kupa-győztes (2001)
- Magyar Kupa-győztes (1996, 1997, 2001, 2002, 2006)
- Kupagyőztesek Európa-kupája győztese (1995, 2002)
- Euroliga-győztes (2004)

## Sportvezetőként
2017 májusától 2024 szeptemberéig a MOB elnökségi tagja volt. 2018 szeptemberében a Magyar Vízilabda-szövetség elnökének választották. Utóbbi posztra 2020 júliusában újra megválasztották. Erről a posztjáról 2022 októberében lemondott. A lemondását követően az új elnök belső vizsgálatot rendelt el, amit alapján több visszaélést is megállapítottak (túlárazások stb.) 

## Politikai pályafutása
A 2019-es magyarországi önkormányzati választásokon a Fidesz és a KDNP közös pécsi polgármesterjelöltje volt, miután a város addigi polgármestere, Páva Zsolt nyugdíjba vonult. Győznie azonban nem sikerült, mivel 12,13 százalékponttal kikapott a közös ellenzéki jelölttől, Péterffy Attilától. Ezt követően a pécsi közgyűlés Fidesz-frakciójának tagja lett.
Az újonnan megalakuló Magyar Testnevelési és Sporttudományi Egyetem Kuratórium tagja lett, amely posztról 2023 januárjában lemondott.

## Hamis bírósági vallomás
2019 októberében egy büntetőügy másodfokú ítéletében a bíróság megállapította, hogy Vári Attila és más tanúk nem mondtak igazat a per során. A vád szerint egy pécsi kulturális rendezvény során a biztonsági őrök ok nélkül és súlyosan bántalmaztak egy fiatalt. A biztonsági őrök és a mellettük felszólaló tanúk – köztük Vári Attila – azt állították, hogy a fiatalember tört-zúzott és fenyegette az őröket, ezért volt indokolt vele szemben a brutális fellépés. A helyszíni szemle és az annak során készült fotók alapján egyértelműen kiderült, hogy ez nem igaz. A bíróság ítélete szerint Vári az elkövetőket próbálta menteni; vallomása megkérdőjelezhető.
A választások előtt több portál hamisan állította, hogy a legfőbb ügyész eljárást kezdeményezett a pécsi polgármesterjelölt ellen. Ezt a Legfőbb Ügyészség október 11-én közleményben cáfolta.

## Családja
Testvére Vári László, az FTC Kupagyőztesek Európa-kupája győztes vízilabdázója. Nős, felesége Földényi Diána teniszező. Egy fia, Márk Attila (2003) és egy lánya, Arina (2007) van.

## Díjai, elismerései
- Kiváló Ifjúsági Sportoló (1995)
- A Magyar Köztársasági Érdemrend tisztikeresztje (2000)
- Az év magyar vízilabdázója (2000)
- Az év magyar sportcsapatának tagja (2000)
- Csanádi-díj (2001)
- A Magyar Köztársasági Érdemrend középkeresztje (2004)

## Iskolái
- Testnevelési Főiskola, szakedző diploma (2000)
- Széchenyi István Egyetem, Sportdiplomácia, szakirányú továbbképzés (2017)